# Westerholzhausen
Westerholzhausen ist ein Gemeindeteil von Markt Indersdorf im oberbayerischen Landkreis Dachau. Das Pfarrdorf liegt circa zwei Kilometer nordwestlich von Indersdorf und ist über die Kreisstraße DAH 4 zu erreichen.
Der Ort wurde 800 als „Holzhusir“ erstmals erwähnt.
Am 1. April 1971 wurde die ehemals selbständige Gemeinde Westerholzhausen in den Markt Markt Indersdorf eingegliedert.

## Baudenkmäler
Siehe auch: Liste der Baudenkmäler in Westerholzhausen
- Katholische Pfarrkirche St. Korbinian